# Winsome Cripps
Winsome Cripps (verheiratete Dennis; * 9. Februar 1931; † 30. Mai 1997) war eine australische Sprinterin.
Bei den Olympischen Spielen 1952 in Helsinki wurde sie über 100 und 200 Meter jeweils Vierte. Mit der australischen Mannschaft kam sie in der 4-mal-100-Meter-Staffel auf den fünften Platz.
1954 gewann sie bei den British Empire and Commonwealth Games in Vancouver Silber über 100  und 220 Yards und siegte mit der australischen 4-mal-110-Yards-Stafette.

## Persönliche Bestzeiten
- 100 m: 11,9 s, 22. Juli 1952, Helsinki
- 200 m: 24,2 s, 26. Juli 1952, Helsinki